# Stefania (Bandura)
Stefania, imię świeckie Wałentyna Bandura (ur. 1960) – ukraińska mniszka prawosławna, przełożona stauropigialnego monasteru Zaśnięcia Matki Bożej w Zimnem.

## Życiorys
Pochodzi z rodziny chłopskiej z okolicy Starej Wyżwy. Jej ojciec był robotnikiem, matka pracowała w kołchozie. Miała trzy siostry. Rodzina była wierząca, jednak uczęszczała do cerkwi jedynie w wielkie święta. Jako uczennica VII klasy szkoły podstawowej przyszła ihumenia zaczęła regularnie śpiewać w chórze cerkwi św. Michała Archanioła w Krymnie, 10 km od rodzinnej wsi, w której nie było cerkwi.
Życie monastyczne rozpoczęła w jedynym czynnym ówcześnie żeńskim klasztorze prawosławnym w Ukraińskiej SRR – monasterze Trójcy Świętej w Korcu. W latach 1981–1985 studiowała na Leningradzkiej Akademii Duchownej na wydziale przygotowującym regentów chórów cerkiewnych, zaś po ukończeniu studiów wróciła do Korca.
14 czerwca 1991, z błogosławieństwa  razem z riasoforną siostrą Haliną (następnie mniszką Mikołają) przybyła do zrujnowanego monasteru w Zimnem, zlikwidowanego w 1949 przez władze radzieckie. W 1992 otrzymała godność ihumeni. Od 1996 kierowany przez nią monaster posiada status stauropigii. W 2011 ihumenia Stefania weszła do synodalnej komisji ds. monasterów Ukraińskiego Kościoła Prawosławnego. Od 2015 zasiada również w komisji ds. kanonizacji świętych Ukraińskiego Kościoła Prawosławnego.
Przedstawiana przez media jako jedna z najbardziej wpływowych osób w Ukraińskim Kościele Prawosławnym Patriarchatu Moskiewskiego.